# منطقة الإشعاع

يوضح هذا الرسم البياني هيكلية الشمس

منطقة الإشعاع هي طبقة داخل النجم يتم فيها نقل الطاقة في المقام الأول نحو الخارج عن طريق الانتشار الإشعاعي والتوصيل الحراري بدلا من الحمل الحراري. تسافر الطاقة عبر منطقة الإشعاع في شكل إشعاع كهرومغناطيسي من الفوتونات النشطة.
المادة في منطقة الإشعاع كثيفة لدرجة أن الفوتونات يمكن أن تسافر فقط لمسافة قصيرة قبل أن يتم امتصاصها أو تتناثر من قبل جسيم آخر، وتتحول تدريجيا إلى طول موجي أطول أثناء ذلك. لهذا السبب أشعة غاما القادمة من قلب الشمس تستغرق في المتوسط 171,000 سنة لمغادرة منطقة الإشعاع.
على هذا النطاق، درجة حرارة البلازما تنخفض من 15 مليون كلفن بالقرب من القلب وصولا إلى 1.5 مليون كلفن في قاعدة منطقة الحمل الحراري. وتتراوح درجة الحرارة في منطقة الإشعاع بين 2 و 7 ملايين درجة مئوية.
في المنطقة الإشعاعية، تدرج درجة الحرارة - التغير في درجة الحرارة (T) كدالة نصف قطرها (r) - يحدد بواسطة:
{\displaystyle {\frac {{\text{d}}T(r)}{{\text{d}}r}}\ =\ -{\frac {3\kappa (r)\rho (r)L(r)}{(4\pi r^{2})(16\sigma )T^{3}(r)}}}
حيث κ(r) هي العتامة و ρ(r) هي كثافة المادة، L(r) اللمعان وσ هو ثابت ستيفان-بولتزمان . ومن ثم فإن التعتيم (κ) والتدفق الإشعاعي (L) ضمن طبقة معينة من النجم هما عاملان هامان في تحديد مدى فعالية الانتشار الإشعاعي عند نقل الطاقة.
يمكن أن يؤدي التعتيم العالي أو المعان العالي إلى ارتفاع التدرج الحراري، الذي ينتج عن تدفق بطيء للطاقة.وتلك الطبقات حيث الحمل الحراري هو أكثر فعالية من الانتشار الإشعاعي في نقل الطاقة، تخلق تدرج حراري منخفض، وسوف تصبح مناطق حمل حراري.

## الشمس
تمتد منطقة الإشعاع خارج نواة الشمس وتحتل ما يقرب من 45٪ من نصف قطر الشمس.على الرغم من أن النواة أيضا منطقة إشعاعية. ويفصل بين منطقة الحمل الحراري ومنطقة الإشعاع خط السرعة وهو جزء آخر من الشمس.

## نجوم النسق الرئيسي
نجوم النسق الأساسي وهي تلك النجوم التي تولد الطاقة من خلال الاندماج النووي الحراري للهيدروجين في النواة، وجود وموقع المناطق الإشعاعية يعتمد على كتلة النجم. ونجوم النسق الأساسي ذات الكتل الأقل من حوالي 0.3 كتلة شمسية كلها نجوم حمل حراري، وهذا يعني أنها لا تملك منطقة إشعاعية. ومن 0.3 إلى 1.2 كتلة شمسية المنطقة المحيطة بالنواة النجمية هي منطقة الإشعاع، ويفصلها عن منطقة الحمل الحراري العلوية خط تاتشوك. نصف قطر المنطقة الإشعاعية يزداد رتابة مع الكتلة، والنجوم حول 1.2 كتلة شمسية تكون كلها تقريبا إشعاعية . فوق 1.2 كتلة شمسية، تصبح منطقة النواة منطقة حمل حراري والمنطقة العلوية هي منطقة الإشعاع، مع كمية كتلة داخل منطقة الحمل الحراري تزداد مع كتلة النجم.